# 梁帥榮
梁帥榮（Leung Sui Wing，1958年5月22日—），前香港足球代表隊隊長，司職清道夫，曾兩度當選香港足球先生，球圈人士通常會稱他為榮哥或阿Cap。持有亞洲足球協會A級教練牌照，曾擔任澳門足球總會技術總監，兼任香港足球總會教練導師及亞洲電視足球評述員。

## 生平
梁帥榮自小居於上環卜公花園附近，有5兄弟姊妹，父母在上環新填地經營熟食檔，早年就讀荷里活道官立小學。哥哥姐姐在檔口幫忙時，梁帥榮跑到球場踢球，因而在球場上結識到施建熙等一班球友，獲卜公「水爺」游國源青睞收為徒，接受正規足球訓練。
1975年，加盟當時在丙組聯賽角逐的卜公，協助卜公獲得高級組青年盃賽冠軍及初級總督盃亞軍，以及取得升上乙組的資格。
梁帥榮在卜公效力僅一年後，便在崔永生的介紹下，與隊友鄧錦添於1976年聯袂轉投愉園預備組。一年後獲提升上甲組隊，初時擔任右後衛，在香港足球高級銀牌賽決賽 3–2 擊敗精工取得冠軍。
梁帥榮於1980年首次入選香港代表隊，並於1983年開始擔任隊長一職，直至1989年退出香港隊。
1997年，愉園為梁帥榮於旺角球場舉行告別賽，共吸引到4,880名觀眾入場，歡送一代香港足球代表隊隊長。梁帥榮球員生涯曾兩度當選香港足球先生，並且八次於香港足球明星選舉入選最佳十一人，以及於1987年當選香港傑出運動員。

## 教練生涯
梁帥榮1992年開始，擔任愉園教練兼球員，1997年升任領隊，其後過檔商業球隊快譯通擔任領隊。
2008年，梁帥榮到澳門主持教練班，獲澳門足球總會邀請擔任澳門足球代表隊教練。2015年，梁帥榮升任為技術總監，總教練之位由譚又新接手。
2009–10年度球季，擔任屯門教練，帶領球隊奪得乙組聯賽亞軍，取得升上甲組資格。

## 輝煌成就
於1985年5月19日，世界盃亞洲區外圍賽，在北京工人體育場，梁帥榮擔任隊長的香港足球代表隊，以 2–1 擊敗中國隊，亦即著名的「5．19戰役」，將中國隊淘汰出局，被香港球迷視為英雄。

## 個人榮譽
香港足球先生 兩次（1982–83、1985–86）
香港足球明星選舉 八次（1981–82、1982–83、1984–85、1985–86、1986–87、1987–88、1988–89、1989–90）
香港傑出運動員 一次 （1987年）